# Ray W. Ogden
Raymond „Ray“ William Ogden (* 1943) ist ein britischer Ingenieurwissenschaftler und Angewandter Mathematiker und Professor an der University of Glasgow (George Sinclair Professor of Mathematics).
Ogden wurde 1970 in Angewandter Mathematik an der Universität Cambridge promoviert, an der er schon 1966 seinen Bachelor-Abschluss in Mathematik mit Bestnoten machte und sich 1967 in Teil III der Tripos auszeichnete. Als Post-Doktorand war er als Stipendiat des Science Research Council an der University of East Anglia, ab 1972 Lecturer und ab 1976 Reader an der University of Bath und ab 1981 Professor an der Brunel University. 1984 wurde er Professor in Glasgow, wo er von 1986 bis 1994 der Mathematikfakultät vorstand. 2010 wurde er Professor für Mechanik an der University of Aberdeen (Sixth Century Chair in Mechanics).
Er befasst sich mit nichtlinearer Elastizitätstheorie und entwarf 1972 ein nach ihm benanntes konstitutives Modell für hyperelastische Materialien (deren konstitutives Modell auf einem Ansatz für die Dehnungsenergie basiert) wie Gummi und biologische Gewebe wie Arterien. Weiter befasst er sich mit den Beziehungen zwischen Elektrodynamik und mechanischer Elastizität von Materialien.
2010 erhielt er die William Prager Medal und 2005 die Warner T. Koiter Medal der ASME. 1987 wurde er Fellow der Royal Society of Edinburgh und 2006 der Royal Society. Für 2016 wurde ihm die Timoschenko-Medaille der ASME zugesprochen.

## Schriften
- mit David J. Steigmann (Herausgeber): Mechanics and Electrodynamics of Magneto- and Electro-elastic Materials. CISM International Centre for Mechanical Sciences - Courses and Lectures, Band 527, Springer, 2011
  - Darin von Ogden: Magnetostatics: from Basic Principles to Nonlinear Interactions in Deformable Media, S. 107–152
- mit G. Holzapfel (Herausgeber): Biomechanical Modelling at the Molecular, Cellular and Tissue Levels. CISM Courses and Lectures, Band 508, Springer Verlag 2009
  - Darin von Ogden: Anisotropy and nonlinear elasticity in arterial wall mechanic, S. 179–258
- mit A. Dorfmann: Nonlinear electro- and magnetoelastic interactions, in: J. Merodio, G. Saccomandi (Hrsg.), Encyclopedia of Physical Sciences, Engineering and Technology Resources: Continuum Mechanics, Encyclopedia of Life Support Systems (EOLSS), UNESCO-EOLSS, Oxford 2009
- Non-linear elastic deformations, Chichester: Ellis Horwood 1984, Dover 1997
- Herausgeber mit Y. B. Fu: Nonlinear elasticity: theory and applications, London Mathematical Society Lecture Notes 283, Cambridge University Press 2001 (darin von Ogden: Elements of the theory of finite elasticity, Pseudo-elasticity and stress softening)